# Гадючий лук хохлатый
Гадючий лук хохлатый (лат. Muscári comósum) — вид луковичных растений семейства спаржевых.

## Описание
Многолетнее растение высотой от 15 до 70 см, иногда до 100 см. Геофит с луковицей диаметром около 1 см, образующая дочерние луковицы — органы вегетативного размножения. Чешуи коричневые. Корни короткие, однолетние. Листья линейные, в количестве от 3 до 6, длиной около 40 мм и шириной около 10 мм.
Цветки собраны в длинные, конические до цилиндрических, относительно рыхлые кисти. Фертильные нижние цветки длиной 5—10 мм, коричневые, стерильные верхние цветки фиолетовые. Цветение длится в Центральной Европе с мая по июнь.
Плод — трёхгранная коробочка длиной до 10—15 мм, при созревании раскрывающаяся створками. Содержит одно — два круглых семени чёрного цвета диаметром 2 мм. Плоды созревают с июня по август.
Вид распространён в Северной Африке (Алжир, Египет, Ливия, Марокко, Тунис), Западной Азии (Кипр, Иран, Ирак, Израиль, Иордания, Ливан, Сирия, Турция), Европе (Украина, Австрия, Чехия, Словакия, Германия, Венгрия, Польша, Швейцария, Албания, Болгария, страны бывшей Югославии, Греция, Италия, Румыния, Франция, Португалия, Гибралтар, Испания). Предпочитает влажные почвы, луга и пастбища. Используется в садоводстве из-за своей простоты натурализации и морозоустойчивости. Луковицы съедобны, с горьковатым вкусом, их едят на Крите и в итальянском регионе Апулия.
- Цветки
- Общий вид растения
- Луковицы